# Аксенец
Аксенец (Аксененц) — река в России, протекает по Суровикинскому и Чернышковскому районам Волгоградской области. Бывший правый приток Дона, впадает в Цимлянское водохранилище. Длина реки составляет 51 км, площадь водосборного бассейна — 633 км².
Многочисленны родники. Вследствие строительства плотин, зарастания берегов камышом, кустарником, деревьями и отсутствии мер по расчистке реки за последние десятилетия произошло сильное заиливание реки.

## География
Аксенец начинается примерно в 30 км юго-западнее города Суровикино. Течёт на юг. На реке находятся хутора Верхнеаксёновский, Алёшкин, Акользин. В х.Тормосин река поворачивает на восток, протекает вдоль северо-восточной границы массива Цимлянских песков через хутор Захаров и впадает в Цимлянское водохранилище в 422 км от устья Дона.
В хуторах Алешкин и Тормосин имеются небольшие плотины, пруды.

## Флора и фауна
В реке водятся двустворчатые моллюски, раки, лягушки.
По берегам водятся: ужи, ящерицы, гадюки, ондатры, бобры.
Рыба — в основном карп, а также: сом, сазан, щука, линь, серужка, тарань, краснопёрка, лещ, ёрш и др.
Птица: домашние утки, гуси, дикие утки, также встречаются цапли, лебеди.
По берегам реки растут: камыш, верба, ольха, клён, различные кустарники.

## Данные водного реестра
По данным государственного водного реестра России относится к Донскому бассейновому округу, водохозяйственный участок реки — Дон от города Калач-на-Дону до Цимлянского гидроузла, без реки Чир, речной подбассейн реки — Дон между впадением Хопра и Северского Донца. Речной бассейн реки — Дон (российская часть бассейна).
Код объекта в государственном водном реестре — 05010300912107000010165.